# Bean: The Ultimate Disaster Movie
Bean The Ultimate Disaster Movie er en britisk/amerikansk komediefilm fra 1997 baseret på tv-serien Mr. Bean. Filmen har i lighed med tv-serien Rowan Atkinson i titelrollen, og derudover medvirker Peter MacNicol. Filmen er instrueret af Mel Smith og brugte mange af ideerne og skitserne fra den oprindelige tv-serie.

## Medvirkende
- Rowan Atkinson som Mr. Bean
- Peter MacNicol som David Langley
- John Mills som Bestyrelsesformand
- Pamela Reed som Alison Langley
- Harris Yulin som George Grierson
- Burt Reynolds som General Newton
- Larry Drake som Elmer
- Danny Goldring som Buck, sikkerhedsvagt
- Johnny Galecki som Stingo Wheelie
- Chris Ellis som Detektiv Butler
- Richard Gant som Løjtnant Brutus